# Antonio Taffi
Antonio Taffi (* 11. Dezember 1897 in Farnese, Provinz Viterbo, Italien; † 6. Januar 1970) war ein römisch-katholischer Erzbischof und Diplomat des Heiligen Stuhls.

## Leben
Antonio Taffi empfing am 19. Februar 1921 das Sakrament der Priesterweihe.
Am 14. Mai 1947 ernannte ihn Papst Pius XII. zum Titularerzbischof von Sergiopolis und bestellte ihn zum Apostolischen Nuntius in Kuba. Der Apostolische Nuntius in Brasilien, Benedetto Kardinal Aloisi Masella, spendete ihm am 8. Juni desselben Jahres die Bischofsweihe; Mitkonsekratoren waren der Bischof von Acquapendente, Giuseppe Pronti, und der Bischof von Orvieto, Francesco Pieri.
Am 9. Januar 1950 wurde Antonio Taffi Apostolischer Nuntius in Honduras und Nicaragua. 1959 trat Taffi als Apostolischer Nuntius in Honduras und Nicaragua zurück.
Antonio Taffi nahm an allen vier Sitzungsperioden des Zweiten Vatikanischen Konzils teil.